# Kokomo (Indiana)
Pour les articles homonymes, voir Kokomo.
Kokomo (prononcé en anglais : /ˈkoʊkəmoʊ/) est une ville américaine située dans l'État de l'Indiana. Siège du comté de Howard, elle compte 45 468 habitants lors du recensement des États-Unis de 2010.

## Toponymie
Son nom viendrait du chef indien Ma-Ko-Ko-Mo.[réf. souhaitée]

## Dans la culture
- C'est la ville de départ de Danny, personnage principal du film Dany, le chat superstar.
- «Kokomo» est le titre d'une chanson écrite par John Phillips, Scott McKenzie, Mike Love et Terry Melcher et enregistrée par les The Beach Boys en 1988. Elle fait partie de la bande originale du film Cocktail avec Tom Cruise et anecdotiquement de fin de la saison 2 de la série "Space Force" de Netflix réalisée par Steve Carell.

## Personnalités liées à la ville
- Opha May Johnson, première femme marine
- Strother Martin, acteur américain de cinéma

## Source
- (en) Cet article est partiellement ou en totalité issu de l’article de Wikipédia en anglais intitulé « Kokomo, Indiana » (voir la liste des auteurs).